# Gyertek el a névnapomra
A Gyertek el a névnapomra 1983-ban bemutatott magyar filmdráma, melyet Fábri Zoltán rendezett Karinthy Ferenc Házszentelő című kisregénye alapján. A főbb szerepeit Piros Ildikó, Kállai Ferenc és Mádi Szabó Gábor játszották.

## Cselekmény
Az 1970-es évek vidéki Magyarországán játszódó társadalomrajz fő motívuma egy eltussolt és véletlen vadászbalesetnek beállított gyilkossági kísérlet, melynek tényleges körülményei egy újságírónő magánnyomozása eredményeként tárulnak fel. A kisváros gazdasági és politikai hatalmasságai László-napi ünneplésre gyűlnek össze egyikük – Haudek erdészeti trösztvezető – hegyvidéki luxusvillájában. Eleinte ugyanúgy zajlanak az események, mint ahogy azok más szocialista kiskirályok hasonló dorbézolásain történhettek, ám egy váratlan incidens ezúttal megzavarja a férfimulatságot. Felbukkan ugyanis az egyik csúcsvezető, Bíró lánya, Andrea, hogy barátja kíséretében bejelentse apjának, a Vasmű igazgatójának: elköltözik otthonról.
Bíró hirtelen felindultságában berohan a házba, magához veszi az ünnepelt új vadászpuskáját – aminek beszerzésével a házigazda nem sokkal korábban dicsekedett el – és azzal meglövi a fiút. A jelenlévők azonban úgy döntenek, „falazni” fognak Bírónak és vallomásaikat összehangolva véletlen balesetként állítják be a szerencsétlenséget. Az így lefolytatott eljárás kimenetelébe (Haudek csekély súlyú elmarasztalásába) még a sértett ügyvédként praktizáló apja is belenyugszik, sőt maga is hajlik a történtek elbagatellizálására. Péteri Luca, a helybeli lap újságírója – aki hónapok múltán értesül az esetről – azonban gyanút fog és nyomozni kezd, amitől a sűrűn sorakozó akadályok és egyre komolyabb fenyegetések sem tántorítják el. Végül a valóságra is fény derül, de akkor már ketten is halottak a végzetes este szereplői közül.

## Közreműködők

### Szereplők
- Piros Ildikó – Péteri Luca, újságíró a Néplapnál
- Bujtor István – Brenner Egon, sebész, Luca barátja
- Kállai Ferenc – Haudek László, az Erdészeti Tröszt vezérigazgatója, vadásztársasági elnök
- Dózsa László – Dr. Mátyás József, főorvos
- Szilágyi Tibor – Fabricki Ottó
- Mádi Szabó Gábor – Bíró László, a Vasmű igazgatója
- Benkő Gyula – Gyulafi Tamás, vadgazdálkodási előadó
- Inke László – Dr. Hollán Menyhért, a Néplap főszerkesztője
- Sinkó László – Külkeres
- Haumann Péter – Ringhoffer Lajos, étteremvezető
- Herczeg Csilla – Bíró Andrea
- Gobbi Hilda – Teri néni
- Ábel Anita – Kis Olga
- Cseke Péter – Attila, újságíró a Néplapnál
- Mácsai Pál – Váradi Róbert, múzeumi segédmunkás, Andrea udvarlója
- Kálmán György – Váradi Endre, ügyvéd, kamarai elnök, Robi apja
- György László – Nyaci Laci
- Gyimesi Pálma
- Kiss Gábor
- Szoó György
- Töreky Zsuzsa

### Alkotók
- Rendező: Fábri Zoltán
- Író: Karinthy Ferenc
- Forgatókönyvíró: Fábri Zoltán
- Zeneszerző: Vukán György
- Operatőr: Illés György
- Jelmeztervező: Mialkovszky Erzsébet
- Hangmérnök: Pintér György

## Kritikák a filmről
- Almási Miklós: Gyertek el a névnapomra. László-napi tűzijáték. Filmvilág, 1984. 4. szám, 24-25. oldal; online változat: https://www.filmvilag.hu/xista_frame.php?cikk_id=6454.
- Szabó A. Imre: Gyertek el a névnapomra. Magyar Idő blog, 2018. november 27.; https://magyarido.blog.hu/2018/11/27/gyertek_el_a_nevnapomra_505.

## Érdekességek
- A film egyik központi helyszíne, Haudek luxusvillája Dunabogdány és Visegrád között, a Mogyoró-hegy északkeleti lejtőjén, közvetlenül Gobbi Hilda nyaralója a Patkó villa felett állt, s bár környezete némileg átalakult azóta, de jelenleg is megvan. A helyszínt a film több olyan képkockája is egyértelművé teszi, ahol felismerhetők a Dunakanyar egyes részletei, illetve szemben a Vác fölötti Naszály mészkőbányászattal megsebzett hegytömbje.
- Fontosabb forgatási helyszínek voltak még: Leányfalu, Dunabogdány, Dunakeszi, Kiskovácsi (Pomáz) és Vác.
- Fábri Zoltán az első forgatási napon bejelentette operatőrének, hogy ez lesz az utolsó filmje. Döntéséről csak annyit mondott: „megérett benne a gondolat, hogy nem szabad több filmet csinálnia”. Ennél mélyebben sosem indokolta ezt az ígéretét, viszont tartotta magát hozzá: ezután valóban visszavonult a filmrendezéstől.[1]